# Bắc Kordofan
Bắc Kordofan (tiếng Ả Rập: شمال كردفان, Šamāl Kurdufān) là một trong 18 wilayat (bang) của Sudan. Nó có diện tích 185.302 km2 và dân số là 3.340.000 người theo ước tính năm 2011. El-Obeid là thủ phủ của bang.
Bắc Kordofan chủ yếu có khí hậu hoang mạc khô cằn.

## Lịch sử
Trong nhiều thế kỷ, Bắc Kordofan là nơi sinh sống của những người du mục chăn gia súc, chủ yếu là các bộ tộc Dar Hamid, Dar Hamar, Guamaa, Kababish, Bideriya, Shwehat và Yazeed. Khu vực này đã xảy ra hạn hán gần như liên tục kể từ giữa những năm 1960. Việc phá rừng dẫn đến sự suy giảm của thảm thực vật tự nhiên. Các tổ chức phi chính phủ làm việc tại các làng trong vùng đã cố gắng khắc phục thiệt hại bằng việc nâng cao thu nhập cho phụ nữ. Việc tập huấn lao động được đẩy mạnh và một hệ thống năng lượng mặt trời được thiết lập. Các tổ chức phi chính phủ nhận ra rằng các dự án dài hạn cần sự hỗ trợ từ chính phủ và các cơ quan lớn.
Theo Hiệp định Hòa bình Toàn diện được ký kết năm 2005, bang Tây Kordofan bị bãi bỏ và sáp nhập vào Bắc Kordofan, nhưng đến năm 2013 thì được tái lập.

## Thành phố và thị trấn
- Al-Ubayyid
- Al-Nuhud
- Er Rahad
- Umm Ruwaba
- Bara
- Gibaish
- Sodari
- Abu Zabad
- Umm Dam

## Người nổi tiếng
- Hawa Al-Tagtaga[5] - ca sĩ, nhà hoạt động chính trị